# 五车增五
五车增五，即御夫座5（5 Aur, 5 Aurigae）是一个位于御夫座的双星系统，距离地球约170光年。
五车增五的主星是一颗F-型主序星，视星等为5.982。